# Гайе, Артур
Артур Гайе или Гейе (нем. Artur Heye; 4 ноября 1885, Лейпциг — 1 ноября 1947, Анкона) — немецкий писатель.
Сын горничной и учившегося в Германии студента из Шотландии, вскоре бросившего свою жену и уехавшего в Африку на поиски приключений. Отношения мальчика с отчимом-плотником не сложились, и в возрасте 14 лет он бежал из дома и в Антверпене нанялся юнгой на морской корабль. В течение нескольких лет он плавал на различных судах, побывав в Африке, Индии, Юго-Восточной Азии. В 1902—1909 гг. жил в США как чернорабочий, а временами и просто бродяжничал. После кратковременного возвращения в Германию Гайе провёл три года в Египте, затем путешествовал по всей Африке. С началом Первой мировой войны, находясь в Германской Восточной Африке, поступил в германскую пехоту, участвовал в военных и партизанских действиях. В апреле 1917 г. был ранен и взят в плен англичанами и отправлен в лагерь для военнопленных в Ахмеднагаре. В 1920 г. был освобождён и вернулся в Германию. В дальнейшем в 1922—1923 гг. вновь путешествовал по Египту, в 1925—1926 гг. — по Восточной Африке, в 1929—1930 гг. в Бразилии и в 1932—1933 гг. на Аляске, после чего впервые в жизни перешёл к оседлому образу жизни и последние 15 лет провёл в Швейцарии.
С 1912 г. Гайе публиковал в газетах и журналах очерки о своих странствиях и посещённых странах. Постепенно эти очерки стали складываться в книги, первая из которых, «Витани. Военные и охотничьи приключения в Восточной Африке, 1914—1916» (нем. Vitani. Kriegs- und Jagderlebnisse in Ostafrika 1914-1916), появилась в 1921 году. Начиная с 1940 г. Гайе приступил к систематическому описанию своей жизни, в ряде случаев используя ранее написанные тексты, а зачастую излагая те же события заново, подчас со значительными расхождениями; опубликовано по меньшей мере 9 томов.
Многие книги Гайе были переведены на русский язык и изданы в СССР в конце 1920-х гг.